# Rav Yosef bar Hiyya
Rav Yosef bar Hiyya (רב יוסף בר חייא), o simplemente Rav Yosef, fue un rabino babilónico de la tercera generación de amoraim de las Academias talmúdicas de Babilonia.

## Biografía
Yosef fue alumno de Judah bar Ezekiel, maestro de Abaye y disputante erudito (bar plugata) de Rabbah bar Nahmani. Cuando murió su maestro Judah, se esperaba que Yosef ocupara el lugar de Judah como gaon de la Academia Pumbedita, debido a su excelente conocimiento de la ley rabínica (a diferencia de Rabbah, que destacaba en el análisis más que en el conocimiento). Sin embargo, Yosef se negó a ocupar el puesto. Rabbah lo aceptó en su lugar a la edad de 18 años y lo mantuvo hasta su muerte a la edad de 40 años. En ese momento, Yosef aceptó convertirse en director de la academia. Ocupó este cargo durante dos años, hasta su muerte.
Yosef solía recitar un sermón en Shabat antes de la oración de musaf.
A pesar de ser ciego, Yosef logró acumular un conocimiento excepcional tanto de la Torá escrita como de la oral. Cuando algunas de las traducciones bíblicas canónicas se olvidaron, logró restaurarlas de su memoria. Sin embargo, en un momento dado contrajo una enfermedad que le hizo olvidar sus estudios. Con la ayuda de su principal alumno, Abaye, pudo reconstruir sus conocimientos.
Sus alumnos Rava y Abaye le tenían un gran respeto. 
Se dice que habló, paradójicamente, de su humildad: «[Un tanna recitó:] Desde que murió Rabí, ya no hay humildad ni miedo al pecado [en el mundo]. Rav Yosef le dijo: No enseñes esto sobre la humildad, porque todavía estoy yo. 